# Alchemilla stellaris
Alchemilla stellaris är en rosväxtart som beskrevs av Sergei Vasilievich Juzepczuk. Alchemilla stellaris ingår i släktet daggkåpor, och familjen rosväxter. Inga underarter finns listade i Catalogue of Life.